# Jüdischer Friedhof (Valdemārpils)

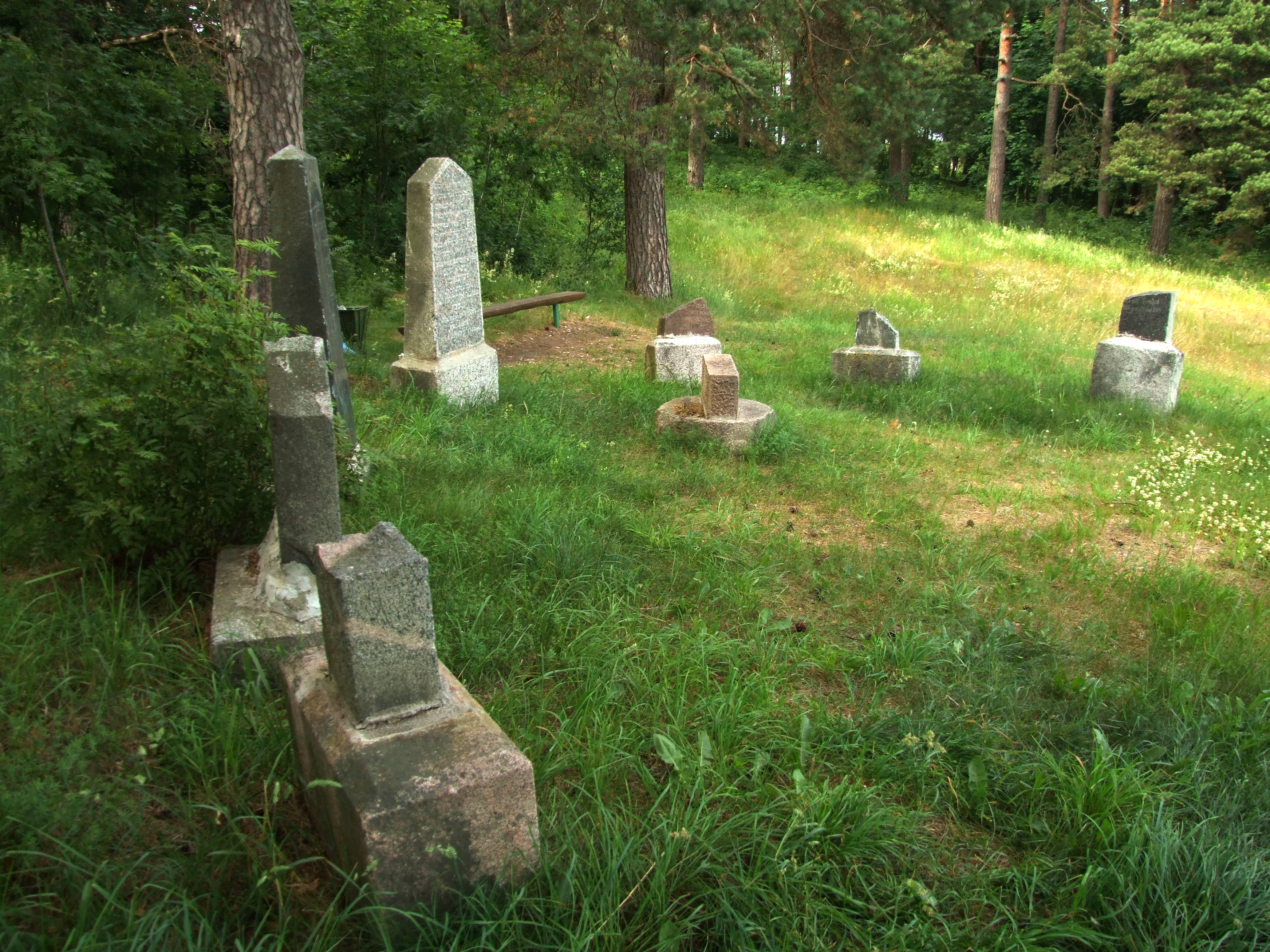
Jüdischer Friedhof Valdemārpils (2012)

Der Jüdische Friedhof Valdemārpils in Valdemārpils (deutsch Saßmacken), einer Stadt in der Landschaft Kurland im Nordwesten Lettlands, wurde im 18. Jahrhundert angelegt.

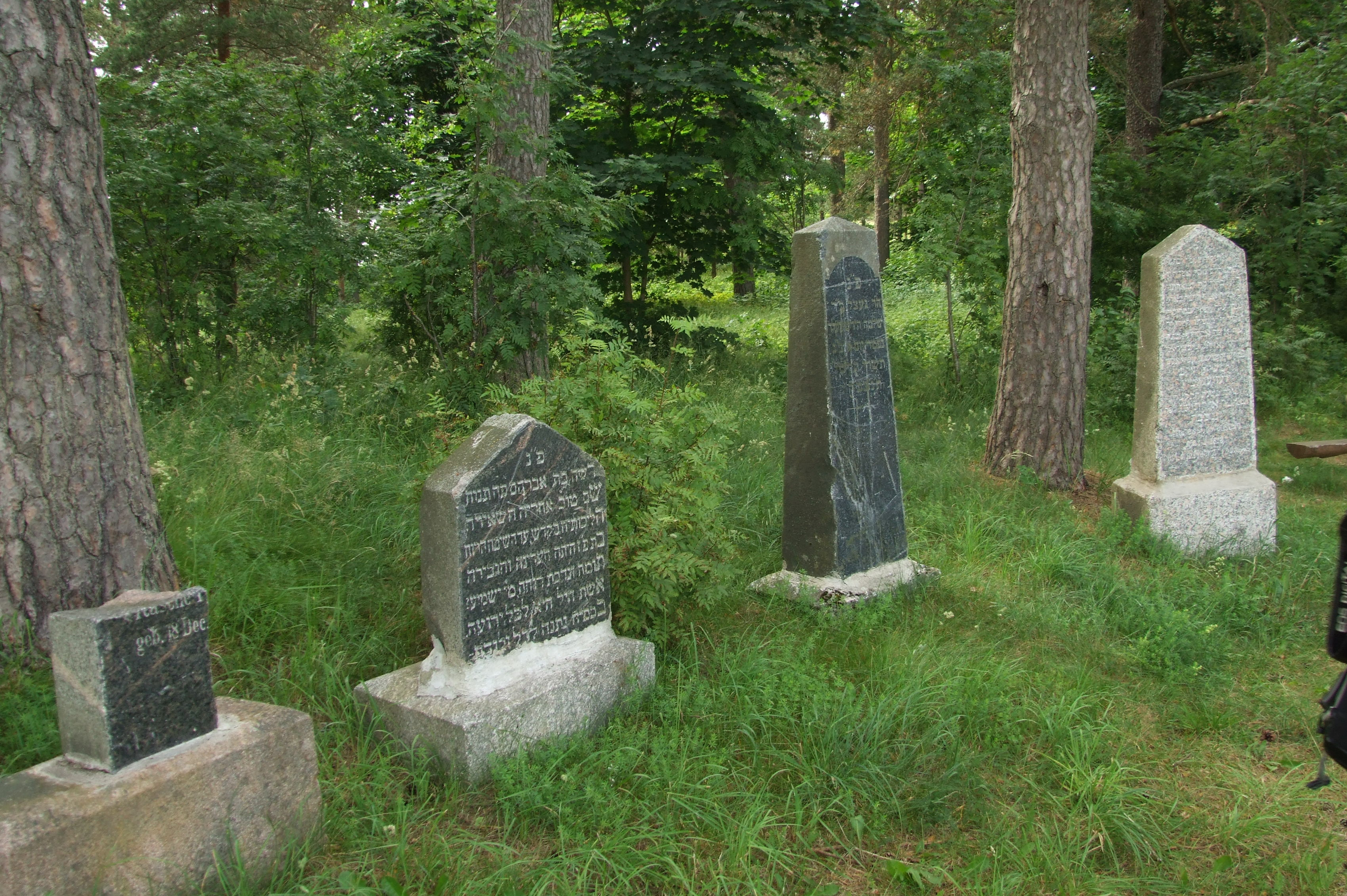
Jüdischer Friedhof Valdemārpils (2012)

Der Jüdische Friedhof befindet sich östlich vom Zentrum der Stadt an der Rallistu iela zwischen der Dzirnavu iela und der Ezera iela. Es sind nur noch wenige Grabsteine vorhanden, die meisten wurden zerstört.